# 地方競馬強化指定馬制度
地方競馬強化指定馬制度（ちほうけいばきょうかしていばせいど）は、地方競馬全国協会（NAR）により2017年度より実施されている、地方競馬所属馬への支援制度である。

## 概要
「地方競馬における強い馬づくり」の一環として、一定の成績を残した地方競馬所属馬について、その競走能力を向上させるために坂路などを備えた民間の育成施設を利用する場合や、国内外の重賞競走に出走する際、馬主に輸送費の費用負担が生じた場合にこれを支援し、地方競馬から「強い馬」を輩出する一助とすることを目的に実施する制度である。2017年度開始。

## 支援内容
- 「強化指定馬」が育成施設等を利用して競走能力向上を図った場合に、馬主に対してその経費（の一部・最大200万円）を支援[3]。
- 「強化指定馬」が所属場及び常時交流場以外（国内外問わず）で実施される重賞競走等に出走する場合に、その経費（の一部・最大100万円）を補助する[3]（2018年度より）。

なお、選定馬は故障による引退などを除いて翌年12月まで地方競馬に在籍することが条件で、その間にJRAへ移籍した場合は補助金を返済しなければならない。

## 選定方法
- 以下の表により選定順位をつけ上位の地方所属馬を優先に最大5頭まで選定する[4][5]。選定順位1位の条件で不足する場合は6位以下の条件で選定される。
- 各競馬場ごとに地方競馬全国協会が選定した各1頭（最大12頭）[3]（2018年度より追加[3]）。

合わせて最大17頭となる。
年間の競走成績をもとに選定されるため、年度末（3月頃）に当該年度の強化指定馬が決定される（初年度2017年度の強化指定馬は2018年3月に決定された）。
| 選定順位                                              | 競走名                                               | 着順               |
| ----------------------------------------------------- | ---------------------------------------------------- | ------------------ |
| 1位                                                   | 全日本2歳優駿                                        | 1 - 3着馬          |
| 1位                                                   | 全日本2歳優駿                                        | 地方最先着馬       |
| 1位                                                   | 東京2歳優駿牝馬                                      | 1着馬（牝馬）      |
| 1位                                                   | GRANDAME-JAPAN 2歳シーズン                           | 総合優勝馬（牝馬） |
| 以上から最大5頭を選出。不足する場合は以下の順で選出。 |                                                      |                    |
| 6位                                                   | 兵庫ジュニアグランプリ                               | 1着馬              |
| 7位                                                   | 北海道2歳優駿（2019年まで） JBC2歳優駿（2020年から） | 1着馬              |
| 8位                                                   | エーデルワイス賞                                     | 1着馬（牝馬）      |
| 9位                                                   | 東京2歳優駿牝馬                                      | 2着馬（牝馬）      |
| 10位                                                  | 兵庫ジュニアグランプリ                               | 2着馬              |
| 11位                                                  | 北海道2歳優駿（2019年まで） JBC2歳優駿（2020年から） | 2着馬              |
| 12位                                                  | エーデルワイス賞                                     | 2着馬              |
| 13位                                                  | 全日本2歳優駿                                        | 4着馬              |
| 14位                                                  | 全日本2歳優駿                                        | 5着馬              |
| 15位                                                  | 東京2歳優駿牝馬                                      | 3着馬（牝馬）      |
| 16位                                                  | 兵庫ジュニアグランプリ                               | 3着馬              |
| 17位                                                  | 北海道2歳優駿（2019年まで） JBC2歳優駿（2020年から） | 3着馬              |
| 18位                                                  | エーデルワイス賞                                     | 3着馬（牝馬）      |

## 強化指定馬
上記表による選定馬のみを記載。
| 年度   | 強化指定馬            | 性齢                  | 所属厩舎              | 選定理由                                            |
| ------ | --------------------- | --------------------- | --------------------- | --------------------------------------------------- |
| 2017年 | ハセノパイロ          | 牡3                   | 船橋・佐藤賢二        | 全日本2歳優駿 3着                                   |
| 2017年 | ソイカウボーイ        | 牡3                   | 船橋・岡林光浩        | 兵庫ジュニアグランプリ 3着                          |
| 2017年 | サザンヴィグラス      | 牡3                   | 川崎・河津裕昭        | 北海道2歳優駿 3着                                   |
| 2017年 | リコーデリンジャー    | 牝3                   | 北海道・川島洋人      | エーデルワイス賞 3着                                |
| 2018年 | （強化指定馬 未公表） | （強化指定馬 未公表） | （強化指定馬 未公表） | （強化指定馬 未公表）                               |
| 2019年 | ヴァケーション        | 牡3                   | 川崎・高月賢一        | 全日本2歳優駿 1着                                   |
| 2019年 | ティーズダンク        | 牡3                   | 浦和・水野貴史        | 全日本2歳優駿 3着                                   |
| 2019年 | レイチェルウーズ      | 牝3                   | 大井・蛯名雄太        | 東京2歳優駿牝馬 1着                                 |
| 2019年 | テーオーブルベリー    | 牝3                   | 大井・中道啓二        | GRANDAME-JAPAN 2歳シーズン 優勝                     |
| 2019年 | コーラルツッキー      | 牝3                   | 川崎・山崎裕也        | エーデルワイス賞 1着                                |
| 2020年 | アランバローズ        | 牡3                   | 船橋・林正人          | 全日本2歳優駿 1着                                   |
| 2020年 | ランリョウオー        | 牡3                   | 浦和・小久保智        | 全日本2歳優駿 2着                                   |
| 2020年 | ケラススヴィア        | 牝3                   | 浦和・小久保智        | 東京2歳優駿牝馬 1着 GRANDAME-JAPAN 2歳シーズン 優勝 |
| 2020年 | ラッキードリーム      | 牡3                   | 北海道・林和弘        | JBC2歳優駿 1着                                      |
| 2020年 | ソロユニット          | 牝3                   | 北海道・角川秀樹      | エーデルワイス賞 1着                                |
| 2021年 | スピーディキック      | 牝3                   | 浦和・藤原智行        | 東京2歳優駿牝馬 1着                                 |
| 2021年 | プライルード          | 牡3                   | 大井・藤田輝信        | 全日本2歳優駿 3着                                   |
| 2021年 | ヒストリックノヴァ    | 牝3                   | 大井・渡邉和雄        | 東京2歳優駿牝馬 2着                                 |
| 2021年 | ナッジ                | 牡3                   | 大井・佐野謙二        | JBC2歳優駿 2着                                      |
| 2021年 | クールフォルテ        | 牝3                   | 大井・福田真広        | 東京2歳優駿牝馬 3着                                 |
| 2021年 | リコーヴィクター      | 牡3                   | 大井・荒山勝徳        | JBC2歳優駿 3着                                      |
| 2022年 | ヒーローコール        | 牡3                   | 浦和・小久保智        | 全日本2歳優駿 4着                                   |
| 2022年 | メイドイットマム      | 牝3                   | 船橋・石井勝男        | 東京2歳優駿牝馬 1着                                 |
| 2022年 | ボヌールバローズ      | 牝3                   | 大井・福永敏          | GRANDAME-JAPAN 2歳シーズン 優勝                     |
| 2022年 | スペシャルエックス    | 牡3                   | 北海道・田中淳司      | 兵庫ジュニアグランプリ 2着                          |
| 2022年 | ベルピット            | 牡3                   | 北海道・角川秀樹      | JBC2歳優駿 2着                                      |
| 2022年 | サーフズアップ        | 牝3                   | 船橋・山下貴之        | 東京2歳優駿牝馬 4着                                 |
| 2022年 | デステージョ          | 牡3                   | 高知・打越勇児        | 兵庫ジュニアグランプリ 3着                          |
| 2022年 | リアルミー            | 牡3                   | 船橋・矢野義幸        | JBC2歳優駿 3着                                      |
| 2022年 | コスモイグローク      | 牡3                   | 大井・宗形竹見        | レーティング100                                     |
| 2022年 | ラビュリントス        | 牝3                   | 川崎・内田勝義        | レーティング100                                     |